# Podocarpus hookeri
Podocarpus hookeri — вид хвойних дерев родини Podocarpaceae. Батьківщиною цього виду є Ассам, Бангладеш, Китай (Юньнань).